# Bombe à fission dopée
Une arme à fission dopée fait généralement référence à un type d'arme nucléaire qui utilise une petite quantité de combustible destinée à fusionner, afin d'en augmenter le taux de fission et donc la puissance. Les neutrons libérés par les réactions de fusion ajoutés aux neutrons libérés par la fission, provoquent ainsi un emballement accru des réactions de fission. Le nombre de réactions de fission augmente ainsi fortement avant que le cœur n'explose véritablement. Le processus de fusion en lui-même ne fait qu'ajouter une petite quantité d'énergie dans le processus, peut-être 1 %.
Une autre signification concerne un type de bombe nucléaire obsolète à un seul étage, qui utilise la fusion thermonucléaire sur une grande échelle pour créer des neutrons rapides, pour provoquer la fission d'uranium appauvri, mais qui n'est pas une bombe à hydrogène en deux étages.
L'idée du dopage a été initialement développée entre l'automne 1947 et automne 1949 au Laboratoire national de Los Alamos.

## Dopage au gaz des armes nucléaires modernes

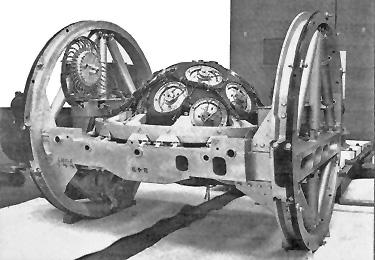
La Orange Herald à une puissance de 720 kilotonnes.

Dans une bombe à fission, le combustible fissile, est « assemblé » rapidement par une implosion sphérique uniforme créé avec des explosifs conventionnels, produisant une masse critique. Dans cet état, chaque fission va générer suffisamment de neutrons qui vont entraîner suffisamment d'autres réactions de fission dans le combustible, conduisant à une réaction en chaîne. Cette réaction consomme au maximum 20 % du combustible avant que la bombe n'explose, et beaucoup moins si les conditions ne sont pas idéales : les bombes Little Boy et Fat Man ont eu, respectivement, des rendements de 1,38 % et 13 %.
L'amplification par la fusion est réalisée par l'introduction de tritium et de deutérium gazeux (un mélange de deutérure-tritiure de lithium solide a également été utilisée dans certains cas, mais le gaz permet une plus grande flexibilité et peut être stocké à l'extérieur) dans une cavité au centre de la sphère de combustible de fission, ou dans un espace entre une couche externe et le noyau interne, un peu avant l'implosion. Au moment où environ 1 % du combustible a fissionné, la température s'élève suffisamment pour provoquer la fusion thermonucléaire, qui produit un nombre relativement élevé de neutrons accélérant les premières étapes de la réaction en chaîne et en doublant approximativement son efficacité.
Les neutrons issus de la fusion du deutérium et du tritium sont extrêmement énergiques, sept fois plus en moyenne que ceux issus de la fission, ce qui les rend beaucoup plus susceptibles d'être capturés par la matière fissile et donc d'initier de nouvelles réactions de fission. Cela est dû à plusieurs raisons :
1. Leur très grande vitesse crée un ralentissement du temps local (dilatation du temps).
2. Lorsque ces neutrons très énergiques frappent un noyau fissile, un plus grand nombre de neutrons secondaires sont libérés par la fission (par exemple 4,6 contre 2,9 pour le 239Pu).
3. Leur section efficace de fission est plus grande, à la fois en termes absolus mais aussi en proportion, que leur section efficace de dispersion et leur section efficace de capture.

En prenant en compte ces facteurs, la valeur alpha maximale pour les neutrons issus de la fusion D-T pour le plutonium (densité de 19,8 g/cm3) est environ 8 fois plus élevée que pour un neutron de fission moyen (2,5 × 109 contre 3 × 108).
Une idée de l'influence du dopage peut être obtenue en observant que la fusion complète d'une mole de tritium (3 grammes) et d'une mole de deutérium (2 grammes) produirait une mole de neutrons (1 gramme), qui, en négligeant les pertes dues aux fuites et à la diffusion pour le moment, pourrait fissionner une mole (239 grammes) de plutonium directement, produisant 4,6 moles de neutrons secondaires, qui fissionneraient à leur tour 4,6 autres moles de plutonium (1 099 g). La fission de ces 1 338 g de plutonium lors des deux premières générations permettrait de dégager 23 kilotonnes d'équivalent TNT (97 TJ) d'énergie ,, et aurait une efficacité de 29,7 % pour une bombe contenant 4,5 kg de plutonium (petite masse typique pour le déclenchement d'une fission). L'énergie libérée par la fusion de 5 g de combustible de fusion représente seulement 1,73 % de l'énergie libérée par la fission de 1,338 kg de plutonium. Des puissances plus élevées et de plus grandes efficacités sont possibles, car la réaction en chaîne peut se poursuivre au-delà de la deuxième génération après le dopage via la fusion.
Les bombes à fission dopée peuvent plus facilement être immunisées de rayonnement neutronique issu d'explosions nucléaires proches, ce qui, pour d'autres conceptions pourrait engendrer une détonation prématurée qui ne permettrait pas d'atteindre la puissance nominale de la bombe. La combinaison d'un poids réduit (à puissance donnée) et de l'immunité aux rayonnements a fait que les armes nucléaires les plus modernes sont des armes à fission dopée.
Le taux de réaction de fusion devient généralement significatif à partir de 20 à 30 mégakelvins. Cette température est atteinte à des niveaux d'efficacité très faible, alors que moins de 1 % de la matière fissile a fissionné (correspondant à une puissance de l'ordre de quelques centaines de tonnes de TNT). Depuis que les armes à implosion peuvent être conçues de telle façon qu'elles atteignent ce niveau de puissance, même si les neutrons sont présents au moment de la criticité, le dopage via la fusion permet de fabriquer des armes efficaces qui sont à l'abri de détonation prématurée. L'élimination de ce danger est un avantage très important que permet le dopage. Il semble que toutes les armes disponibles dans l'arsenal nucléaire des États-Unis reposent sur cette conception.
Selon un concepteur d'armes, le renforcement est principalement responsable de l'augmentation remarquable de la puissance, d'un facteur 100, des armes à fission depuis 1945.

## Premières conceptions d'armes sans étage thermonucléaire
Les premières armes à fusion nucléaire sans étage thermonucléaire remontent à la bombe soviétique Joe 4. Le millefeuille soviétique (« Sloika », en russe : Слойка) utilise une grande quantité de combustible de fusion pour déclencher la fission des atomes d'uranium 238 constituant l'uranium appauvri. Ces armes ont un noyau fissile entouré par une couche de deutérure de lithium 6, elle-même entourée d'une couche d'uranium appauvri. Certaines conceptions (y compris le millefeuille) ont plusieurs couches alternées de ces matériaux. La conception du millefeuille soviétique est semblable à celle du Alarm Clock américaine, qui n'a jamais été construite, et à la conception britannique Green Bamboo, qui a été construite mais jamais testée.
Lorsqu'une bombe de ce type explose, la fission du cœur, fait d'uranium ou du plutonium hautement enrichis, produit des neutrons, dont certains s'échappent et vont heurter les atomes de lithium 6, créant du tritium. La fission dans le cœur élève la température à un niveau qui permet au tritium et au deutérium de fusionner sans nécessiter un taux de compression élevé. La fusion du deutérium et du tritium produit un neutron ayant une énergie de 14,1 MeV - une énergie beaucoup plus élevée que les 1 MeV du neutron issu de la fission qui a initié la réaction. Cette création de neutrons à haute énergie est le principal objectif de la fusion dans ce type d'armes (plutôt que de contribuer à produire de l'énergie). Ce neutron hautement énergétique heurte alors un atome d'uranium 238, ce qui provoque la fission : sans l'étape de fusion, le neutron d'origine de faible énergie (1 MeV) heurtant un atome d'uranium 238 aurait été préférentiellement absorbé. Cette fission libère donc de l'énergie et des neutrons, créant plus de tritium à partir du lithium 6 restant, et ainsi de suite, dans une réaction en chaîne. L'énergie issue de la fission de l'uranium 238 est utile dans les armes, parce que l'uranium appauvri est beaucoup moins cher que l'uranium hautement enrichi et, parce qu'il ne peut pas devenir critique, est moins susceptible de provoquer un accident catastrophique.
Ce type d'arme thermonucléaire peut tirer jusqu'à 20 % de sa puissance de la fusion, le reste provenant de la fission et est limité dans sa puissance à moins d'une mégatonne (4,184 PJ). La bombe soviétique Joe 4 a atteint 400 kilotonnes (1,674 PJ), la plus puissante étant la Orange Herald, un essai britannique de 720 kt lors de l'Opération Grapple en 1957. 
En comparaison, une « véritable » bombe à hydrogène produit jusqu'à 97 % de sa puissance à partir de la fusion, et il n'y a pas de limite supérieure à sa puissance explosive.

## Ancien nom de la fission dopée
Originellement, le premier nom de la technologie fut bombe à fission renforcé ou bombe A renforcé, utilisé par les scientifiques soviétiques pour décrire la technologie expérimenté lors l'essai nucléaire Joe-4 ; repris par les Américains lors de l'essai nucléaire Ivy King, la technologie fut nommée bombe à fission  boosté ou bombe A boosté, puis lorsque la France a commencé l'étude de la fission dopée pour développer l'ogive nucléaire MR 41 pour les sous-marins nucléaires lanceur d'engins, les physiciens nucléaires français ont surnommé la technologie bombe à fission exalté ou bombe A exalté.